# Starina
Starina is een Slowaakse gemeente in de regio Prešov, en maakt deel uit van het district Stará Ľubovňa.
Starina telt 50 inwoners.